# Église d'Haapajärvi (Kirkkonummi)
Pour l'église à Haapajärvi, voir église d'Haapajärvi.
L'église d'Haapajärvi (en finnois : Haapajärven kirkko) est une église luthérienne située à Kirkkonummi en Finlande,.